# Jules Wittmann
Jules Jean Marie Wittmann, né le 6 janvier 1839 à Malines et y décédé le 19 janvier 1913 fut un homme politique catholique belge.
Il fut élu conseiller communal (1885), échevin (1886) de Malines; sénateur provincial de la province d'Anvers (1894-1900) puis sénateur de l'arrondissement de Malines-Turnhout (1908-1913), en suppléance de Henri de Mérode-Westerloo.
Médecin de l'Archevêché à Malines ainsi que surnommé "le médecin des pauvres",
Commandeur avec plaque de l'ordre de Pie IX
Passionné de chevaux, de lui son épouse disait avec humour "qu'il était heureux qu'il soit marié, sinon, il aurait mis les chevaux dans la voiture et aurait tiré lui-même".

## Sources
- Bio sur ODIS